# Atto I
Atto I est le premier album des chanteurs Al Bano & Romina Power. Il est sorti en 1975.

## Titres
A
1. "Evasione O Realtà" (Carrisi/ Power)
2. "Un Uomo Diventato Amore" (Power)
3. "Sognando Copacabana" (Power)
4. "Come Ti Desidero" (Carrisi/ Power)
5. "Sensazione Meravigliosa" (Power)
6. "Diálogo" (Carrisi/ Power)

B
1. "Se Ti Raccontassi" (Power)
2. "Amore Nel 20002" (Carrisi/ Power)
3. "Il Pianto Degli Ulivi" (Carrisi/ Limiti)
4. "Moderno Don Chisciotte" (Power)
5. "Mai Mai Mai" (Carrisi)
6. "Paolino Maialino" (Dossena/ Power)